# Steve Guolla
Stephen „Steve“ Guolla (* 15. März 1973 in Scarborough, Ontario) ist ein ehemaliger kanadischer Eishockeyspieler, der im Verlauf seiner aktiven Karriere zwischen 1991 und 2010 unter anderem 205 Spiele für die San Jose Sharks, Tampa Bay Lightning, Atlanta Thrashers und New Jersey Devils in der National Hockey League (NHL) auf der Position des Centers bestritten hat. Darüber hinaus absolvierte Guolla weitere 335 Partien in der American Hockey League (AHL) und verbrachte vier Spielzeiten in der finnischen SM-liiga.

## Karriere
Guolla spielte zunächst vier Jahre von 1991 bis 1995 für die Michigan State University in der National Collegiate Athletic Association. Nach einer hervorragenden Saison 1993/94 wurde er im NHL Supplemental Draft 1994 an der dritten Gesamtposition von den Ottawa Senators ausgewählt. Der Kanadier verbrachte aber noch ein weiteres Jahr an der Universität, ehe er zur Saison 1995/96 zu den Prince Edward Island Senators, dem damaligen Farmteam Ottawas, in die American Hockey League wechselte.
Nachdem sein Vertrag ausgelaufen war, unterzeichnete er als Free Agent einen Vertrag bei den San Jose Sharks, wo er in der Saison 1996/97 zu etwa gleichen Teilen sowohl in der National Hockey League als auch in der AHL bei den Kentucky Thoroughblades eingesetzt wurde. In den folgenden zwei Spielzeiten folgten lediglich sporadische Einsätze bei den San Jose Sharks, wodurch er öfter für die Thoroughblades spielte. In der Saison 1997/98 erhielt der Center für seine 100 Punkte in 69 Spielen den Les Cunningham Award der AHL für den wertvollsten Spieler der regulären Saison. Da der Kanadier bei den Sharks keine Verwendung mehr fand, wurde er im August 1999 gemeinsam mit Shawn Burr, Bill Houlder und Andrei Sjusin zu den Tampa Bay Lightning abgegeben, die im Gegenzug Niklas Sundström nach San Jose transferierten. 
In Tampa schaffte Guolla auf Anhieb den Sprung zurück in die NHL, wurde aber im Verlauf der Spielzeit 1999/00 auf die Waiver-Liste gesetzt, da sich das Team nach anderen Spielern umgesehen hatte. Von dort wählten ihn die neu gegründeten Atlanta Thrashers aus und Guolla konnte sich bis zum Auslauf seines Vertrages im Sommer 2001 im NHL-Stammkader des Teams etablieren. Danach wechselte der Free Agent zu den New Jersey Devils, die ihn in den folgenden drei Spielzeiten lediglich zwölf Mal in der NHL einsetzten, was aber auch daran lag, dass Guolla aufgrund einer hartnäckigen Rückenverletzung große Teile der Spielzeiten 2002/03 und 2003/04 verpasste.
Auch bedingt durch den Lockout in der Saison 2004/05 wechselte Guolla nach Europa und spielte die Saison kurzzeitig in der Schweizer Nationalliga A bei den Kloten Flyers. Zum Spieljahr 2005/06 unterzeichnete er einen Vertrag bei den Hannover Scorpions in der Deutschen Eishockey Liga, die er aber nach einem Jahr verließ und in die finnische SM-liiga zu HIFK Helsinki wechselte. Für das Spieljahr 2008/09 unterzeichnete er einen Vertrag beim HC Innsbruck in der österreichischen Erste Bank Eishockey Liga. Von November 2009 bis Dezember 2010 stand er bei Tappara Tampere unter Vertrag. Anschließend beendete er seine aktive Karriere.

## Erfolge und Auszeichnungen
| - 1994 CCHA Second All-Star Team - 1994 NCAA West Second All-American Team - 1997 Teilnahme am AHL All-Star Classic - 1998 Teilnahme am AHL All-Star Classic | - 1998 Les Cunningham Award - 1998 AHL Second All-Star Team - 1999 Teilnahme am AHL All-Star Classic - 1999 AHL Second All-Star Team |

## Karrierestatistik
(Legende zur Spielerstatistik: Sp oder GP = absolvierte Spiele; T oder G = erzielte Tore; V oder A = erzielte Assists; Pkt oder Pts = erzielte Scorerpunkte; SM oder PIM = erhaltene Strafminuten; +/− = Plus/Minus-Bilanz; PP = erzielte Überzahltore; SH = erzielte Unterzahltore; GW = erzielte Siegtore; 1 Play-downs/Relegation; Kursiv: Statistik nicht vollständig)